# David Soren
David Soren, född 19 april 1973, är en kanadensisk regissör, författare, röstskådespelare och storyboardartist på DreamWorks Animation. Han regisserade 2013 års animerade långfilm Turbo, som är baserad på hans eget originalkoncept, samt 2017 års animerade film Kapten Kalsong: Filmen baserad på Dav Pilkeys bokserie Kapten Kalsong.

## Filmografi (i urval)
- 2013 – Turbo (regi)
- 2017 – Kapten Kalsong: Filmen (regi)
- 2023 – Under bryggan (regi)